# Жилино (Орловская область)
Жи́лино — деревня в Мценском районе Орловской области России. Входит в состав Подберёзовского сельского поселения.

## География
Деревня находится в северной части Орловской области, в лесостепной зоне, в пределах центральной части Среднерусской возвышенности, при автодороге 54К-1, к северу от реки Зуша, на расстоянии примерно 12 км (по прямой) к юго-востоку от города Мценск, административного центра района. Абсолютная высота — 231 м над уровнем моря.
Климат
Климат характеризуется как умеренно континентальный с умеренно морозной зимой и теплым, иногда жарким летом. Средняя многолетняя температура самого холодного месяца — января, составляет −9,4 °С, температура самого теплого +19 °С.
Часовой пояс
Деревня Жилино, как и вся Орловская область, находится в часовой зоне МСК (московское время). Смещение применяемого времени относительно UTC составляет +3:00.

## Население
| 2002 | 2010 |
| ---- | ---- |
| 638  | ↘596 |

Половой состав
По данным Всероссийской переписи населения 2010 года, в гендерной структуре населения мужчины составляли 43,5 %, женщины — соответственно 56,5 %.
Национальный состав
Согласно результатам переписи 2002 года, в национальной структуре населения русские составляли 87 % из 638 чел.

## Улицы
| - ул. Лесная, - ул. Минаева, - ул. Молодёжная, - ул. Полевая, | - ул. Строителей, - ул. Хлеборобов, - ул. Цветочная. |

## Инфраструктура
В деревне действуют средняя школа, детский дом, фельдшерско-акушерский пункт, дом культуры и библиотека.